# 美しい日/全部
「美しい日/全部」（うつくしいひ/ぜんぶ）は、日本のバンド・SUPER BEAVERの通算10枚目のシングル。2017年1月25日に[NOiD]/murffin discsから発売された。

## 概要
前作「青い春」から10ヶ月ぶりのシングル。通算2枚目の両A面シングル。
表題曲の「美しい日」は関西テレビ「ミュージャック」2月度EDテーマ、「全部」は関西テレビ「Golazo Cerezo」テーマ曲になっている。
カップリングに収録されている「27」のライブ音源は2016年11月5日にZepp DiverCityにて行われたライブの音源である。

## 収録曲
1. 美しい日 [4:22] 
作詞：柳沢亮太・渋谷龍太 / 作曲：柳沢亮太 / 編曲：SUPER BEAVER
  - 関西テレビ「ミュージャック」2月度EDテーマ
2. 全部 [4:50] 
作詞・作曲：柳沢亮太 / 編曲：SUPER BEAVER
  - 関西テレビ「Golazo Cerezo」テーマ曲
3. 27(Live ver.) [4:08]